# Ashok Leyland
З 1948 року фірма Ashok Leyland випускає широку гамму вантажних автомобілів, автобусів і спеціальної техніки за ліцензією британської компанії Leyland, пристосованої під індійські дорожні, кліматичні та інші специфічні умови експлуатації. В сучасній програмі Ashok Leyland все ще проглядаються технічні рішення майже 50-річної давності.
Що ж стосується дизайну індійських автомобілів, а особливо автобусів, то англійці віддали його на відкуп місцевим фахівцям. Так стиль автобусів Ashok Leyland, як, втім, і вантажівок, став самобутньо індійським, а це означає, що заводи самі часто змінюють зовнішність однієї і тієї ж моделі, намагаючись догодити вередливим вимогам місцевої автомобільної моди. Але і ці виверти зовсім не означають, що водій автобуса самостійно не переробить машину в міру своїх смаків і здібностей. Однак, це лише зовнішня сторона індійських автобусів, а «специфічні умови експлуатації» змушують робити їх ще більш несхожими на все, що випускається в найвіддаленіших куточках нашої планети.
Програма автобусів Ashok Leyland достатньо обширна і, здавалося б, охоплює всі види перевезень. Насправді, її складають в основному універсальні машини, забезпечені як правило однієї-двома досить вузькими бічними дверима (шириною 500-700 мм) і ширшими дверима в задній стінці кузова, що веде у вантажний відсік. При цьому майже всі автобуси обладнані багажниками на даху з задньої сходами. 
З технічної точки зору в універсальних автобусах Ashok Leyland цікавого не багато. Всі вони змонтовані на лонжерони рамних шасі вантажних з переднім розташуванням двигуна. Силовим агрегатом обов'язково є 6-циліндровий дизельний мотор без наддуву — пара застарілих двигунів Leyland, що випускаються на фірмі Ashok Leyland під індексом «AL», або один 5,8-літровий ліцензійний Hino. При їх близькому робочому об'ємі (5759, 6075, 6540 см³) потужності також майже не відрізняються — 90, 95 і 110 к.с. Подальше — чиста класика: однодискове сухе зчеплення, 5-ступінчаста коробка передач, проста конічна головна передача, ресорні підвіски, барабанні гальма, рульовий механізм без підсилювача.
У 2006 році компанія Ashok Leyland викупила чеську компанію Avia.
У 2007 році компанія Ashok Leyland оголосила про створення спільного підприємства з Nissan.
З 2011 року Бориспільський автобусний завод приступив до виробництва автобусів БАЗ-А081.20 на шасі Ashok Leyland.
У 2011 році Ashok Leyland приступив до організації спільного підприємства з автобусним заводом «Волжанин» для виробництва автобусів в місті Волзький Волгоградської області (Росія).

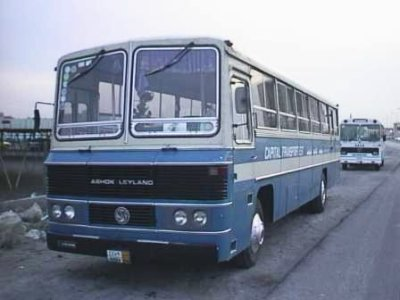
Застарілий автобус Ashok Leyland
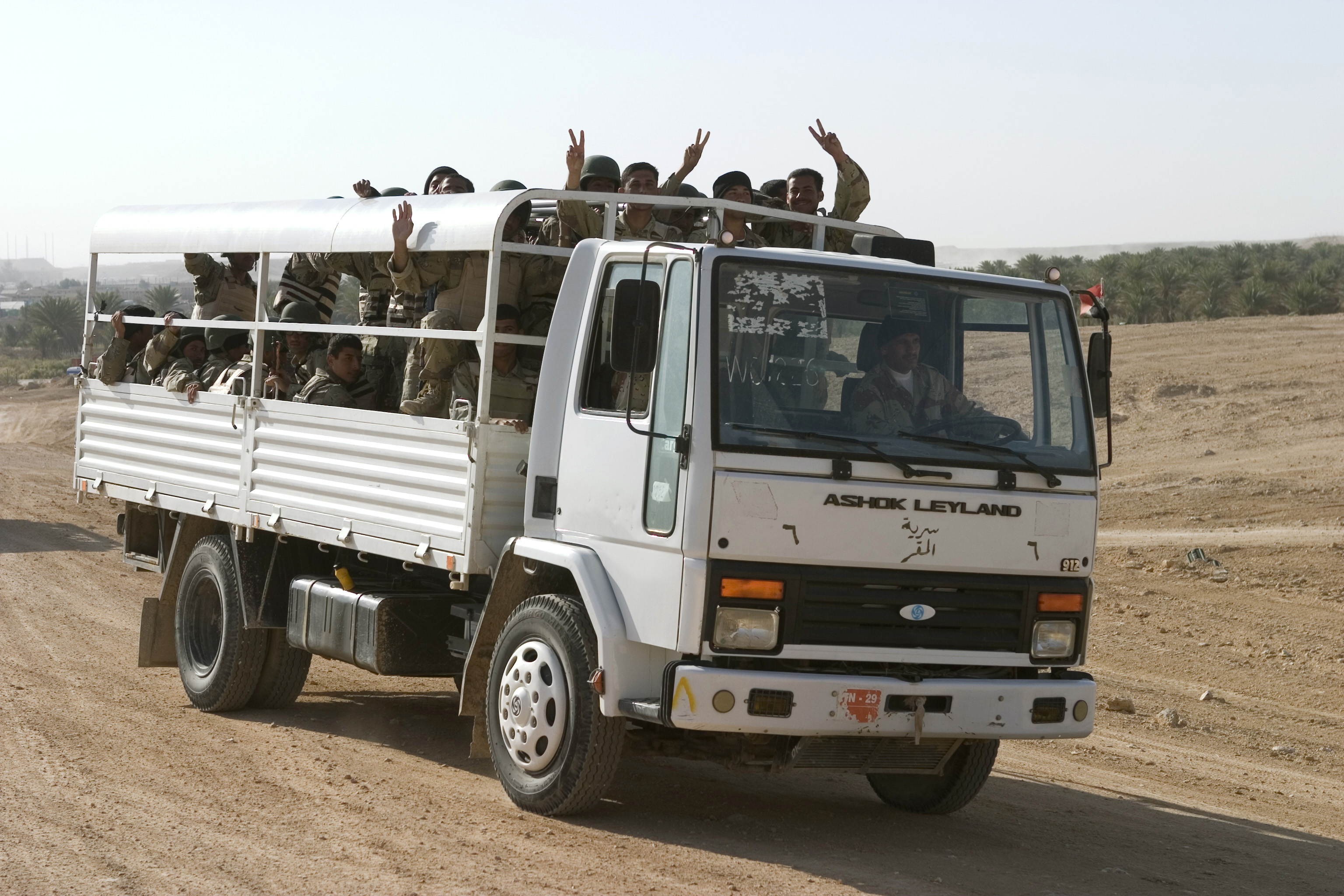
Вантажівка Ashok Leyland Ecomet
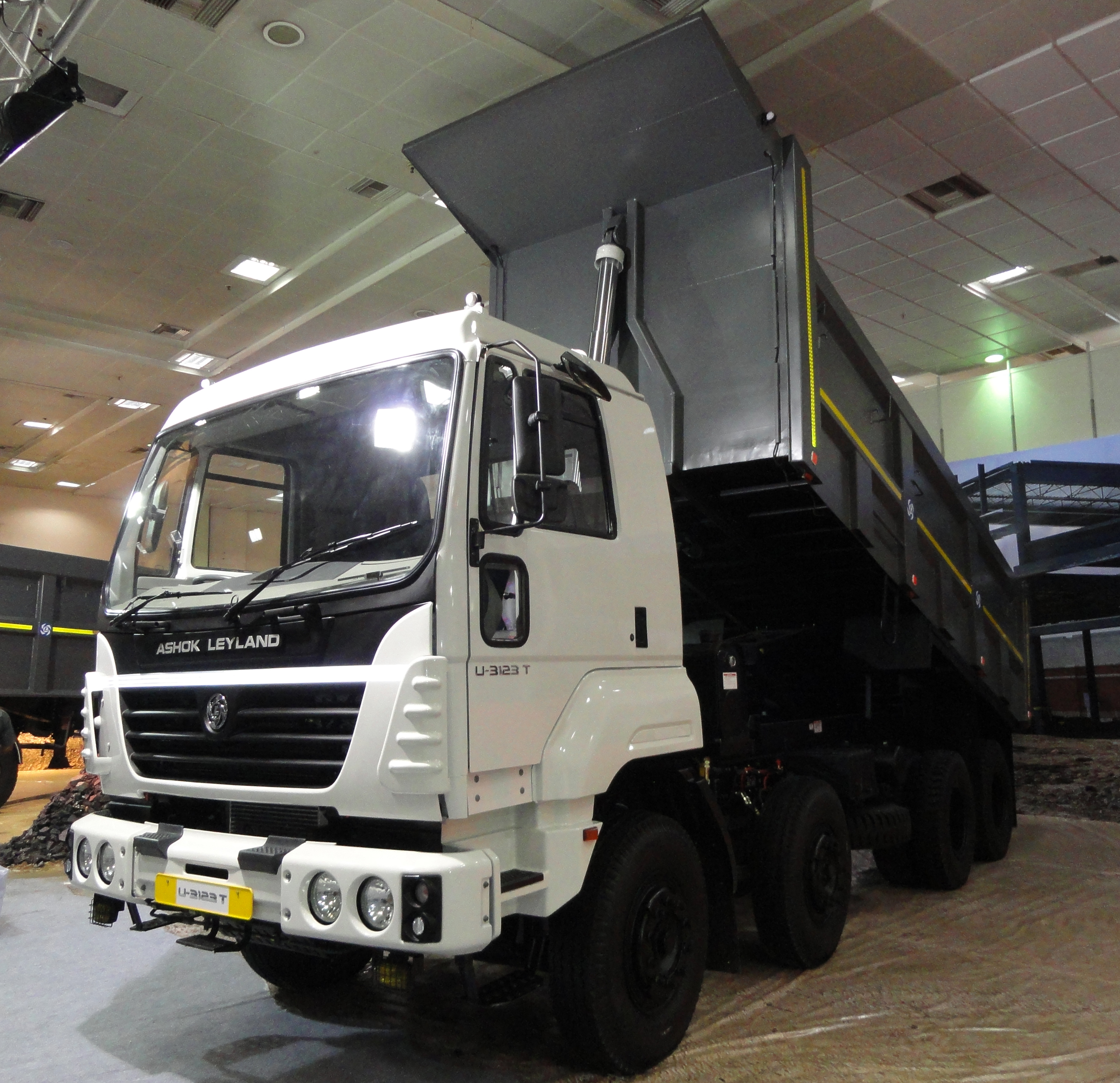
Сучасний самоскид Ashok Leyland U-3123 T
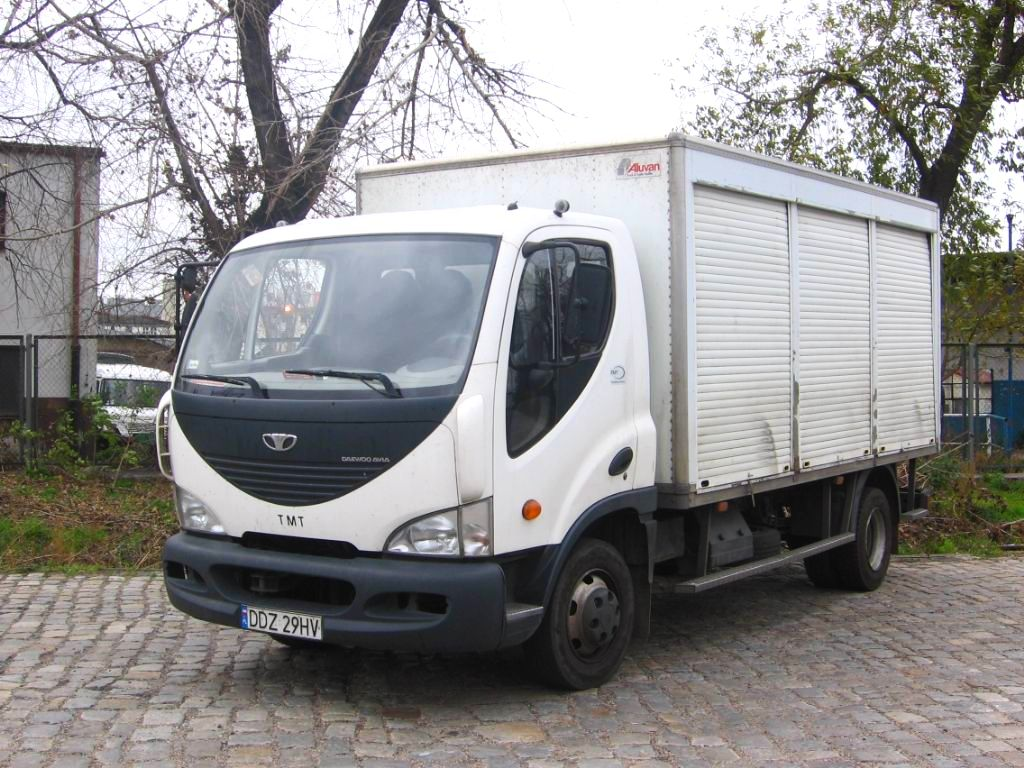
Вантажівка Avia D90 (дочірної компанії Avia)
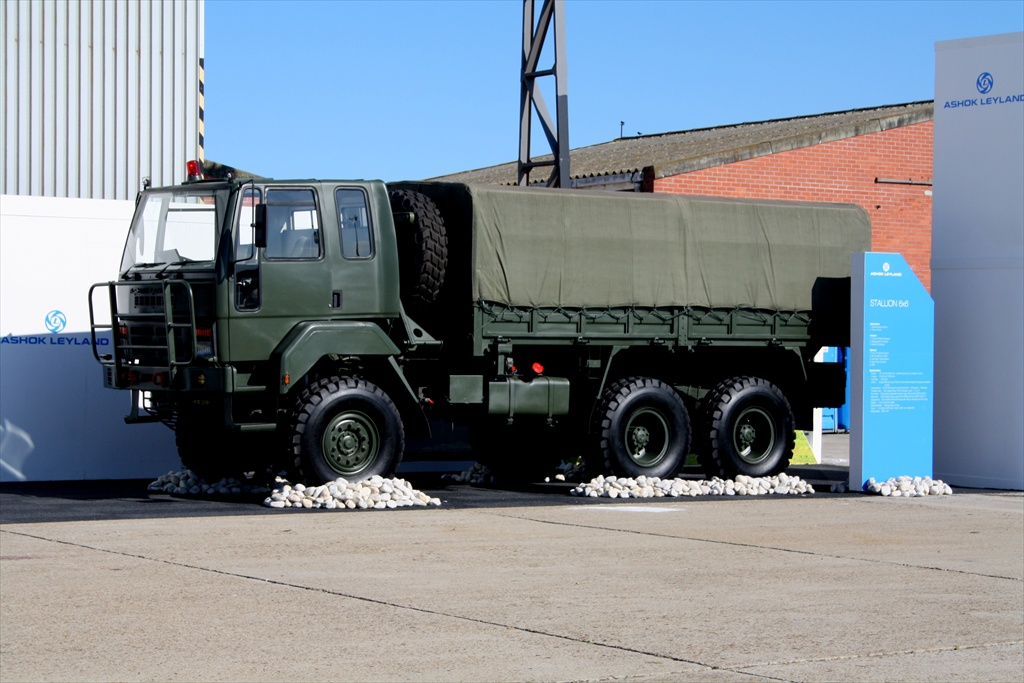
Ashok Leyland Stallion індійської армії